# 木旺
木旺（1551年9月30日—1596年6月8日），字万春，号玉龙，又字神岗，纳西族名阿都阿胜（A-tu A-sheng），是丽江第十七代土司，官拜丽江知府。
木旺是前任土司木东的长子。1579年，木东逝世，木旺嗣位。1581年，受明朝册封为丽江知府。
1582年，永宁五所士兵叛乱，焚毁鼠罗的二十七村。木旺率兵亲征，将叛军击退，并乘胜攻取香水、普剌、加瓦等村。1583年，亲征永宁，擒知府阿雄和随从数人。翌年平定阿雄残党的叛乱。
1586年，重建香柱村，并攻取香水、戟买、罗相、丈明原等村。翌年擒杀左所匪首阿卷、剌毛加。
1588年，剌他的西番部落包围香柱村，被木旺击败。万历帝封他为中宪大夫、其妻罗氏宁为恭人。
1594年，缅甸侵犯永昌、腾越等地，被木旺击退。1596年，缅甸包围永昌、腾越，木旺率兵救援，没于阵中。追授中顺大夫、云南布政使司参政。其子木青嗣位。
1631年，因孙木增的军功，木旺被追封为通奉大夫加广西布政使司协理布政使衔。其妻罗氏宁亦追封夫人。

## 家族
- 父：木东
- 母：阿室鲁（高氏娴）

- 同母弟：
  - 阿都阿成
  - 阿都阿先

- 妻：阿室能（罗氏宁）

- 子：
  - 木青（阿胜阿宅）
  - 木隆（阿胜阿希）
  - 木泽（阿胜阿祥）
- 女：
  - 木氏（阿娘，嫁兰州知州罗先）
  - 木氏似（阿相，嫁姚安府同知高光裕）

## 登场作品
- 《木府风云》，2012年电视剧，扮演者：多布杰

## 脚注
1. ↑  《木氏宦谱》